# Alfonso Castaldo

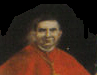
Kardinaal Alfonso Castaldo

Wapen

Alfonso Castaldo (Casoria, 6 november 1890 – Napels, 3 maart 1966) was een Italiaans geestelijke en kardinaal van de Katholieke Kerk.
Castaldo was de derde van de vijf kinderen van de koopman Aniello Castaldo en Marianna Crispino. Zijn vader overleed toen hij zeven jaar oud was. Hij bezocht de seminaries van Cerreto Sannita, Pozzuoli en Napels. Aan de Universiteit van Napels studeerde hij letteren en filosofie. Op 8 juni 1913 werd hij tot priester gewijd. Tijdens de Eerste Wereldoorlog diende hij als aalmoezenier in het Italiaanse leger. Hij werd vervolgens proost van de kerk van San Mauro in Casoria en zou dat tot 1934 blijven. In dat jaar benoemde paus Pius XI hem tot bisschop van Pozzuoli.
In 1950 benoemde paus Pius XII hem tot titulair aartsbisschop van Tessaloniki en tot Aartsbisschop-coadjutor van Napels. Hij werd tezelfdertijd apostolisch administrator van het bisdom Pozzuoli. Op 1 februari 1958 volgde hij Marcello kardinaal Mimmi op als aartsbisschop van Napels. Tijdens het eerste consistorie van paus Johannes XXIII, op 15 december van datzelfde jaar werd hij kardinaal gecreëerd. Hij kreeg de San Callisto als titelkerk. Op 5 augustus 1959 werd hij bisschop ad personam van Pozzuoli.
Kardinaal Castaldo nam deel aan het Tweede Vaticaans Concilie en aan het Conclaaf van 1963 dat leidde tot de verkiezing van Giovanni Battista kardinaal Montini tot paus Paulus VI.
- International Standard Name Identifier: 0000 0000 2443 0495
- Library of Congress Control Number: n79019131
- Istituto Centrale per il Catalogo Unico: SBLV031124
- Virtual International Authority File: 20954608
- WorldCat: E39PBJymBWVcq3pvKWYdT6JMT3